# Behta Hajipur
Behta Hajipur is een census town in het district Ghaziabad van de Indiase staat Uttar Pradesh. De plaats maakt deel uit van de agglomeratie van Delhi.

## Demografie
Volgens de Indiase volkstelling van 2001 wonen er 94.414 mensen in Behta Hajipur, waarvan 54% mannelijk en 46% vrouwelijk is. De plaats heeft een alfabetiseringsgraad van 60%.